# Василівка (Тиврівська селищна громада)
Васи́лівка — село в Україні, у Вінницькому районі Вінницької області. Населення становить 620 осіб. Входить до складу Тиврівської селищної громади.

## Географія
Колишній центр сільської ради, якій також були підпорядковані с. Зарванка, Курники, Майдан, Шостаківка. Село розташоване на півночі громади на автошляху Т 0230 за 7 км на південний захід від центру громади, селища Тиврів та в 32 км від Вінниці. До найближчої залізничної станції Гнівань — 16 км. Через село протікає річка з історичною назвою Шмигавка.
Сусідні населені пункти:

## Історія

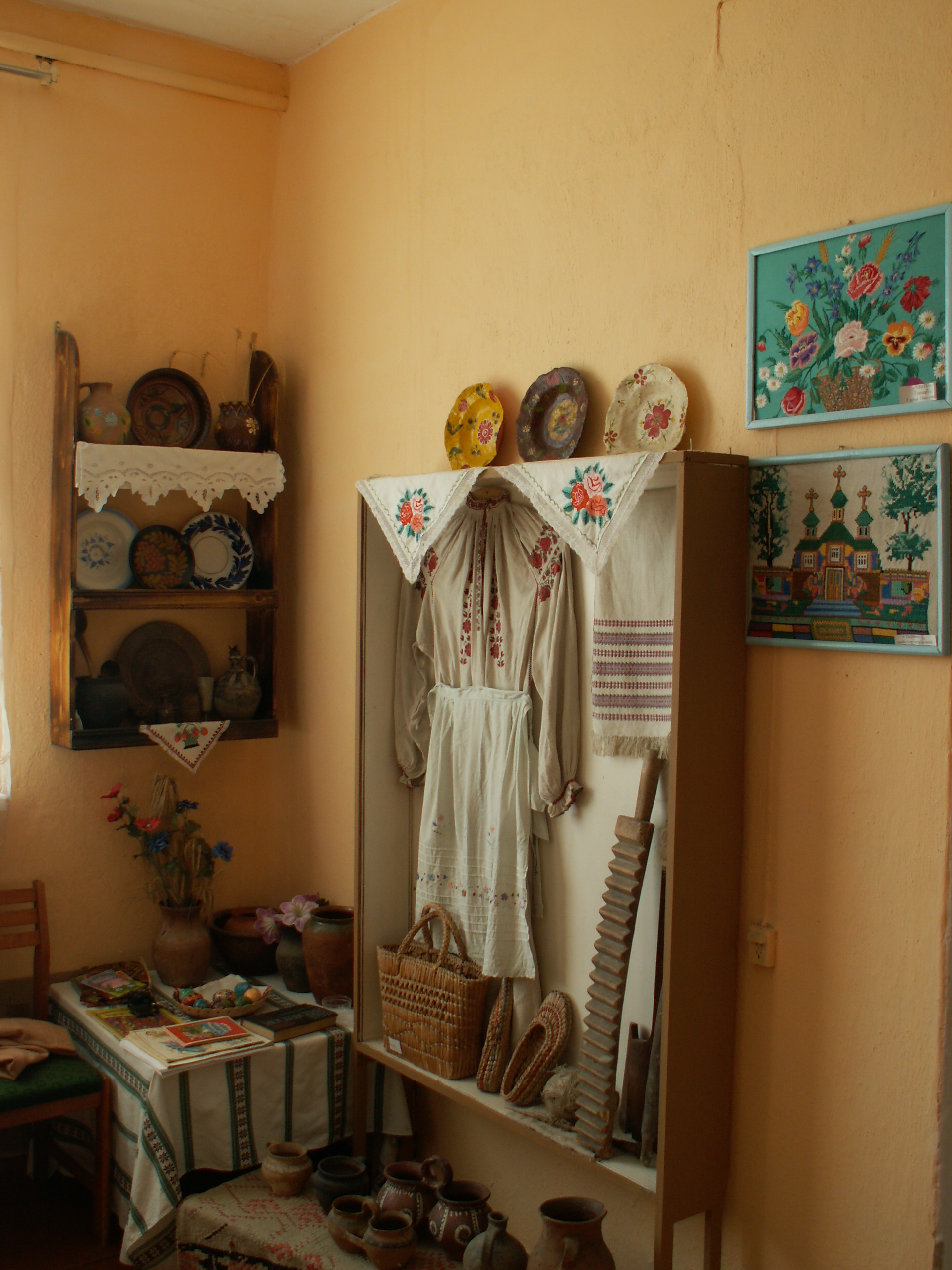
Музейна світлиці у сільській бібліотеці

### Давнина, заснування і назва села
У піщаному кар'єрі села час від часу знаходять скам'янілі рештки рослин і тварин — кістки, бивні, зуби. Василівська неолітична стоянка трипільців, яку визначено по знахідкам залишків жител, знарядь праці, глиняних виробів, залишається недослідженою вченими. За знайденими бойовою сокирою та мечем «акінаком» атрибутовано скіфське поховання. Знахідки виробів зі скла в районі с. Курники довели існування у цій місцевості Черняхівської археологічної культури. Вважається, що подальший розвиток поселення на місті теперішньої Василівки пов'язаний із розширенням у середині І тис. н. е. Тиверського (Тиврівського) оградища. За часів Київської Русі та монголо-татарської навали село звалося Талалаївкою. Знайдені артефакти тієї доби — наконечники руських стріл, давньоруські мечі. З початку XIV століття затверджується назва Василівка. Вона, за легендою, походить від пасічника на ім'я Василь, що господарював у цій місцині. У перших достовірних письмових джерелах 1758 р. село позначається як Wasilowka або Wasylowka.

Село після розпаду Київської Русі входило до Галицько-Волинського князівства, а від 1306 р. — до Брацлавської тьми Подільського улусу. У добу Князівства Литовського, згідно грамоти 1393 р., Тиврівська округа (ґрунт, ключ), а відтак й Василівка, надається Герману Дашкевичу, переходячи у володіння Кам'янецьким римо-католицьким біскупам, польських родин Кліщовських, а згодом Жабоклицьких.

### Козацька доба
У роки Національно-визвольних змагань у 1649–1652 рр. Василівка — у складі Краснянської сотні Брацлавського полку. Поблизу села знайдені гарматні ядра тих часів, уламок козацького пістоля, порохівниця.

### Польська панщина

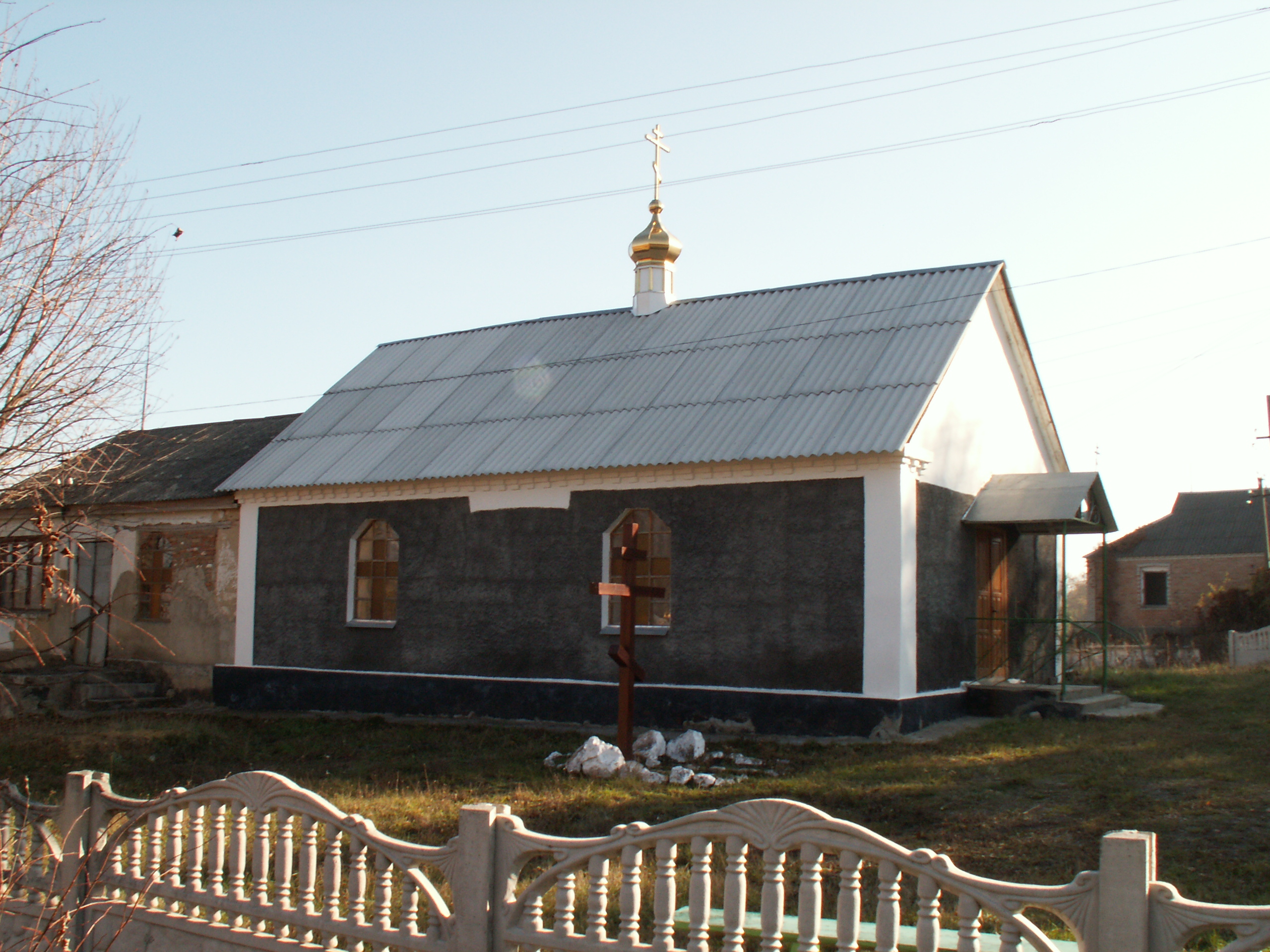
Нова церква, перебудована з будинку магазина

Після Руїни і потрапляння під корону Річі Посполитої Василівка серед інших сіл Тиврівщини опиняється в епіцентрі міжусобних чвар польських феодалів Ярошинських з Калетинськими. На початку XVIII ст. село перебуває у володінні Ярошинських. У 1734 р. Павло Ярошинський викупив землі села і зробив Василівку своєю резиденцією. Після смерті батька у 1739 р. його син Захарій Ярошинський (1700–1774), отримавши й землі свого бездітного брата Августина, розширив палац у Василівці, влаштував каплицю, запросив з Вінниці капуцина на посаду капелана, створив військо з відданих йому козаків і драгун та 3 лютого 1756 р. почав збройну сутичку із застосуванням навіть 4-х гармат за оволодіння Тивровим. Приводом для цього стало загарбання Ярошинським частини Василівського лісу, яка належала Калетинським, і вигнанням робітників Ярошинського з Василівки його опонентами. Війську Захарія з 200 вояків вдалося захопити Тиврів, у відповідь пані Доміцелія Калетинська з роду Четвертинських віддала наказ загарбати і спалити Василівку та Шершні, що частково вдалося зробити. Суперечку вирішили через суд, Захарій Ярошинський сплатив чималі штрафи, втім, залишився потужним регіональним землевласником. Ще у 1753 р. він розпочав торгівлю з Данцигом, випаливши за чотири наступні роки заради виготовлення поташу навколишні ліси. Серед володарів частини Василівки у ті часи згадуються і поміщики із сусіднього с. Іванківці Ян і Яцек Кревські.

Палац Ярошинських був об'єктом нападів під час селянських повстань — Гайдамаччини у 1765 р. та Коліївщини у 1768 р.

#### Церква
У 1758 р. в селі побудовано трикупольну дерев'яну церкву із дзвіницею. У 1875 р. церкву Архистратига Михаїла перебудовано в однокупольну. У церкві до Жовтневого перевороту 1917 р. зберігалась ікона Божої Матері з Немовлям із надписом знизу «Sancta Maria Passariensis An. D. 1728».

До парафії крім Василівки відносилися населені пункти — Зарванка, Майдан, Отоки. Разом — близько 1000 парафіян. До того ж в межах парафії проживало до 80 старовірів. Від 1885 р. почала діяти церковнопарафіяльна школа.

Серед цікавих архівних свідчень — повідомлення про те, як «15 квітня 1779 року Василівський парох Яків Саєвський жалівся на Рижавського пароха Гаврилу Білогановського, що той, потрапивши на місце тестя Івана Пухальського і користуючись залишеними покійним будівлями, не сплачує йому як безпосередньому спадкоємцю за них. Суддя доручив краснянському декану започаткувати нову оцінку й за нею задовольнити позивача»

### Доба російського царату

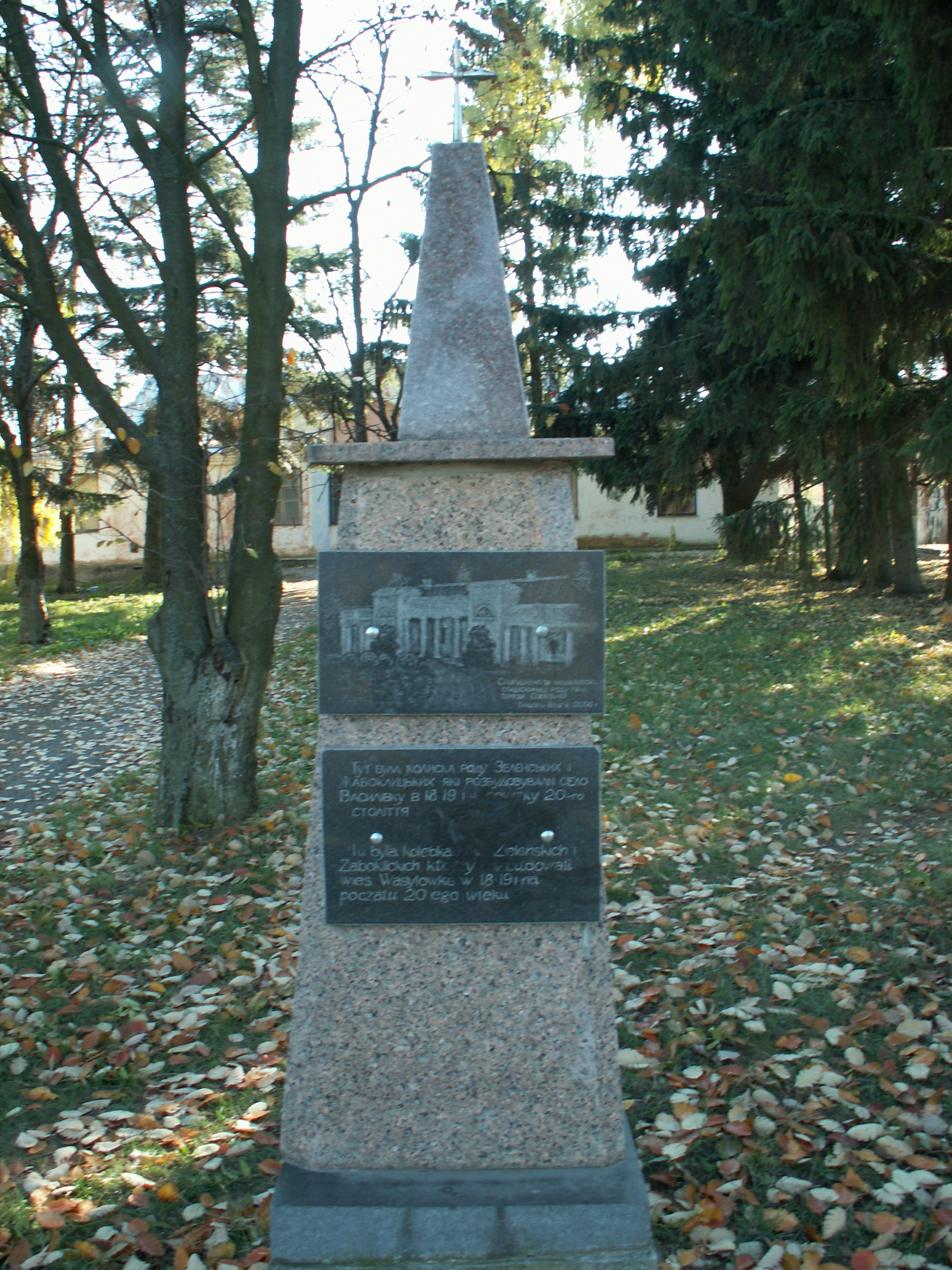
Пам'ятний знак на місті садиби панів Зеленських

З потраплянням наприкінці XVIII ст. до складу Російської Імперії Василівка адміністративно опиняється у складі Тиврівської волості Вінницького повіту Подільської губернії. Люди масово мігрують. З Василівки чимало мешканців виїхало до Бессарабії та території Війська Донського.

На той час Василівка розділена на маєтки поміщиків Зеленських та Жабоклицьких. На початку ХІХ ст. (станом на 30 вересня 1814 р.) третя частина Василівки і Зарванки належала поміщикові В. Богдашевському.

Василівка — один з осередків гончарного виробництва на Поділлі. На землях поміщика Зеленського за 996 рублів споруджено гончарну школу. Відомо, що у 1835 р. в селі проживали дворяни-підприємці Павловський та Вільчинський. У 1843 р. став до ладу винокурний завод. Разом з гончарством у селі розвивалося теслярство, столярство, проте більша частина населення займалася хліборобством.

#### Палац
Вважалося, що той панський палац, який був знищений у вирі революційних подій 1917 р., побудували Ярошинські у першій половині XVIII ст., а польський дослідник Роман Афтаназі припускав, що палац спорудив підкоморій Жабоклицький наприкінці XVIII ст. Маєток нібито панів Жабоклицьких був одноповерховий, псевдокласичного стилю оригінальної архітектури. По обидва боки палацу — двосиметричні двохповерхові ризаліти з пілястровими виступами, закритими фризом. Палац був накритий чотирискатним дахом. В середині маєтку було багато апартаментів: житлові кімнати, вітальні, великий бенкетний зал з мозаїчною паркетною підлогою. Окрасою палацу був великий мармуровий камін. Всі кімнати були умебльованими фасонними меблями, які виготовили по замовленню пана відомі майстри. Тут було багато картин, які були зібрані різними поколіннями родини Жабоклицьких. Одначе, мешканка Бельгії і спадкоємиця Зеленських Тереза Собеська у 2005 р. довела, що знищений палац належав Зеленським і надійшов їм у спадщину від Ярошинських.

### На рубежі ХІХ— ХХ століть
На початку ХХ ст. в селі у 235 обійстях проживало 937 чоловік. Тут була православна церква, церковнопарафіяльна школа, два водяних млини. Господарювали поміщики — спадкоємний дворянин Подільської губернії Казимир Еразмович Зеленський з Марією Киріяківною Зеленською та спадкоємний дворянин Подільської губернії Казимир Жабоклицький з опікуном — графом Еразмом Красицьким.
У революційні події в листопаді 1906 р. селяни Василівки спробували нищити і підпалювати поміщицькі маєтки. Серед активістів — С. Діброва, І. Лесь, А. Гавришко.

На фронти Першої світової війни з села відмобілізовані М. Кочерук, Я. Покотелюк, Ф. Кучерявцев та інші. Деякі повернулися з нагородами, серед них кавалер трьох Георгіївських хрестів та чотирьох Георгіївських медалей — Г. Я. Табачук.

### Революційна доба тадовоєнний період[18][19]
У 1917 р. поміщики з родинами залишили Василівку, а протягом наступних двох років їхні маєтки були пограбовані і остаточно знищені.
7 (20) листопада 1917 року, відповідно до Третього Універсалу Української Центральної Ради, увійшло до складу Української Народної Республіки.
У червні 1918 р. колишній пан Е. Зеленський повернувся до села з польськими легіонерами, проте селяни підняли повстання на чолі із Василем Сідаком і вигнали зайд, втім самого Сідака було вбито. Загін повстанців нараховував до 250 чол. Серед його учасників — Я. Т. Зелений, Я. С. та Г. І. Материнські, Є. І. Товкань, В. А. Козак, М. Діброва, П. Марусан. Односельці також брали активну участь у загонах УНР місцевих ватажків — Артема Онищука, Шевчука, братів Дзюбанчуків.

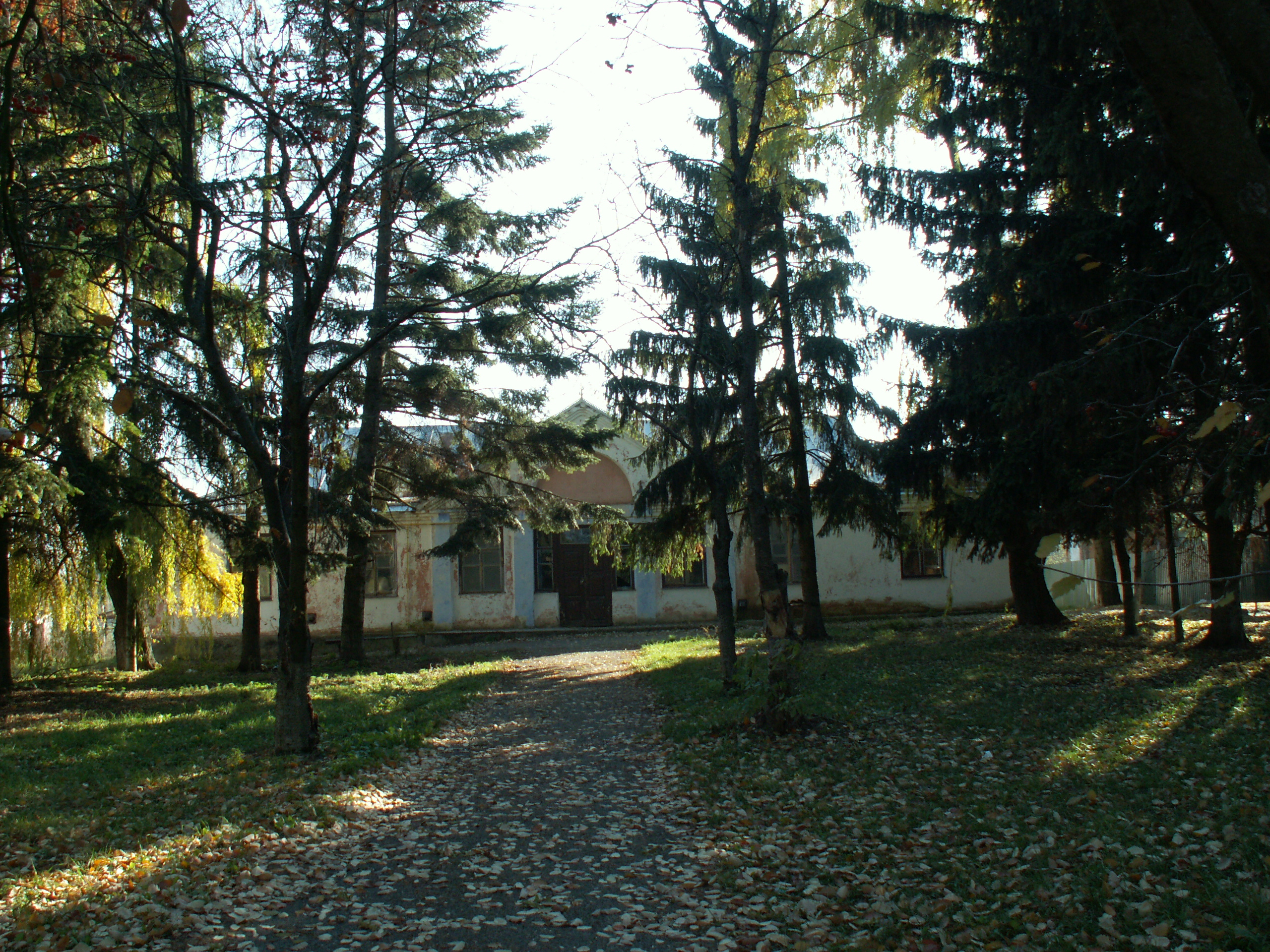
Будинок колишнього колгоспного правління

У 1921 створено радгосп, а восени 1922 р. М. Г. Підгурським на колишніх землях пана Жабоклицького — спочатку артіль, а потім колгосп «Пролетарій», першим головою якого став М. С. Діброва. У липні 1924 почали функціонувати споживчі товариства «Перемога» у Василівці та «Відродження» у Курниках. Розкуркуленню і примусовому переселенню у 30-х рр. ХХ ст. піддано кілька сімей односельців — Возняка Н. С., Недбалюка І. Й., Пітуха М. Д., Сидорука Т., Храцкіна, Судика, Омельчука, Захарчуків, Табачуків, Діброви та ін. Родини Ф. Вознюка, С. Горового, А. Нижника, С.Мазуренка були вислані за межі України.

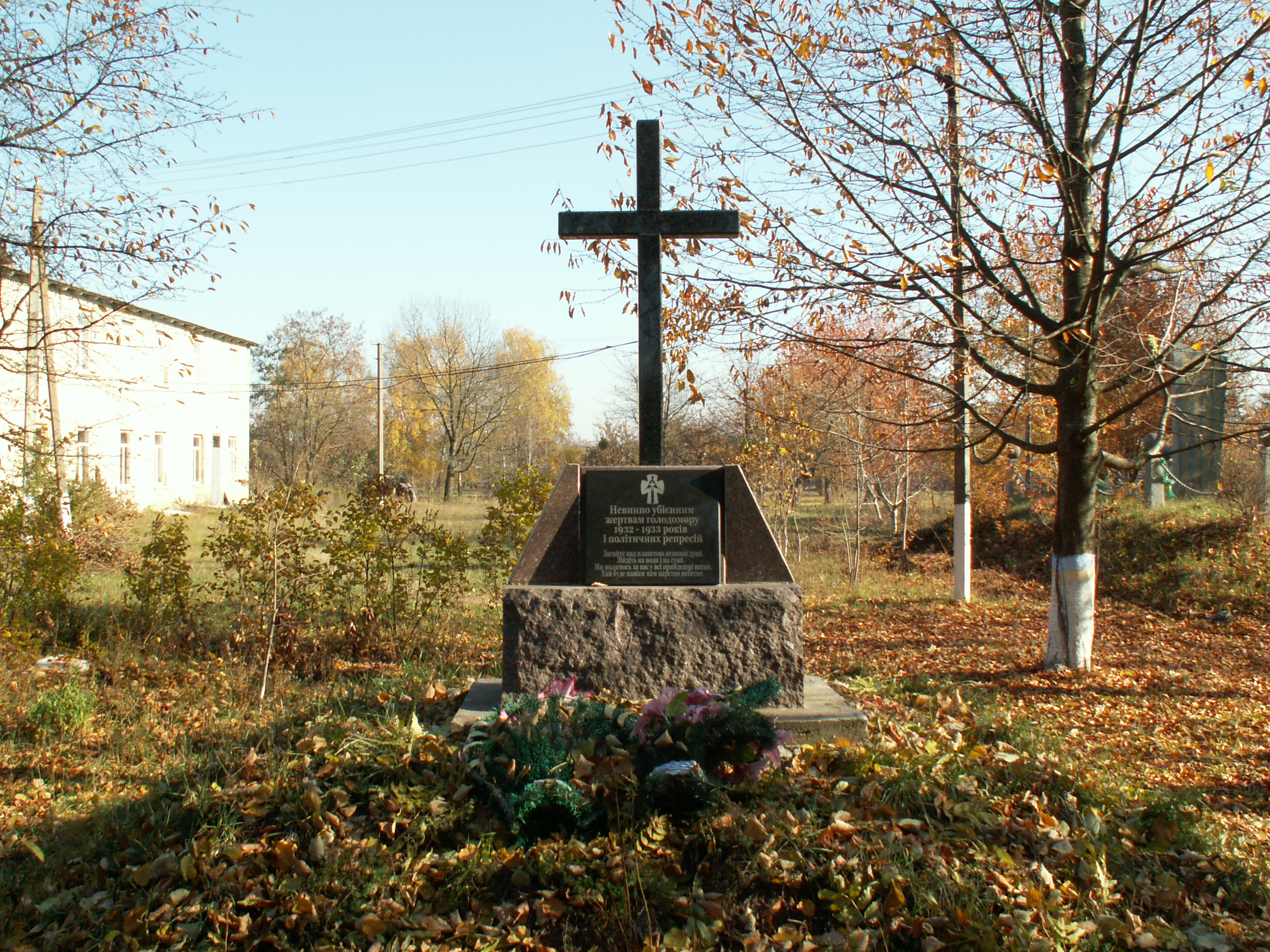
Пам'ятний знак жертвам Голодомору

За офіційними даними, під час Голодомору 1933 р. у селі загинули 122 особи, імена 40 з яких встановлені, за неофіційними, майже половина села — 300–400 чол.

### Революційна доба та довоєнний період

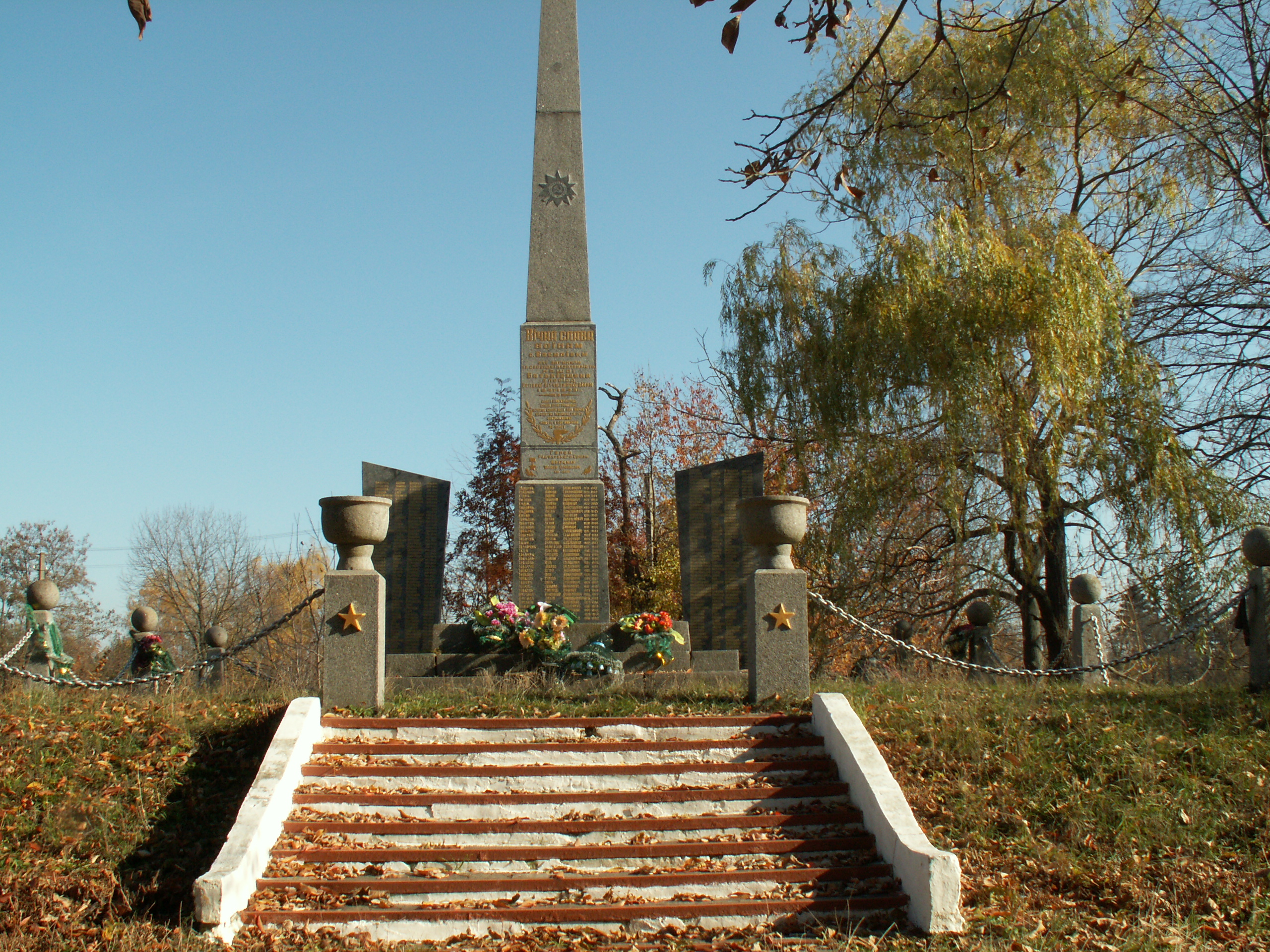
Меморіал учасникам Другої світової війни

### Нацистська окупація[21]
Протягом війни Василівка перебувала у румунській зоні окупації, т.зв. «Трансністрії». Село звільнено від нацистів 17 березня 1944 р. Совінформбюро цього дня повідомило:

| « В течение 17 марта на ПРОСКУРОВСКОМ направлении наши войска продолжали отбивать контратаки пехоты и танков противника и нанесли ему большие потери в живой силе и технике. Южнее города ВИННИЦА наши войска продолжали вести наступательные бои, у ходе которых заняли несколько населённых пунктов и среди них ПОТОКИ, СИДАВА, ГРИШЕВЦЫ, МАЯНИВ, ШЕРШНИ, ВАСИЛЕВКА, ЗВОНИХА, КОЛЮХОВ, КАНАВА». |

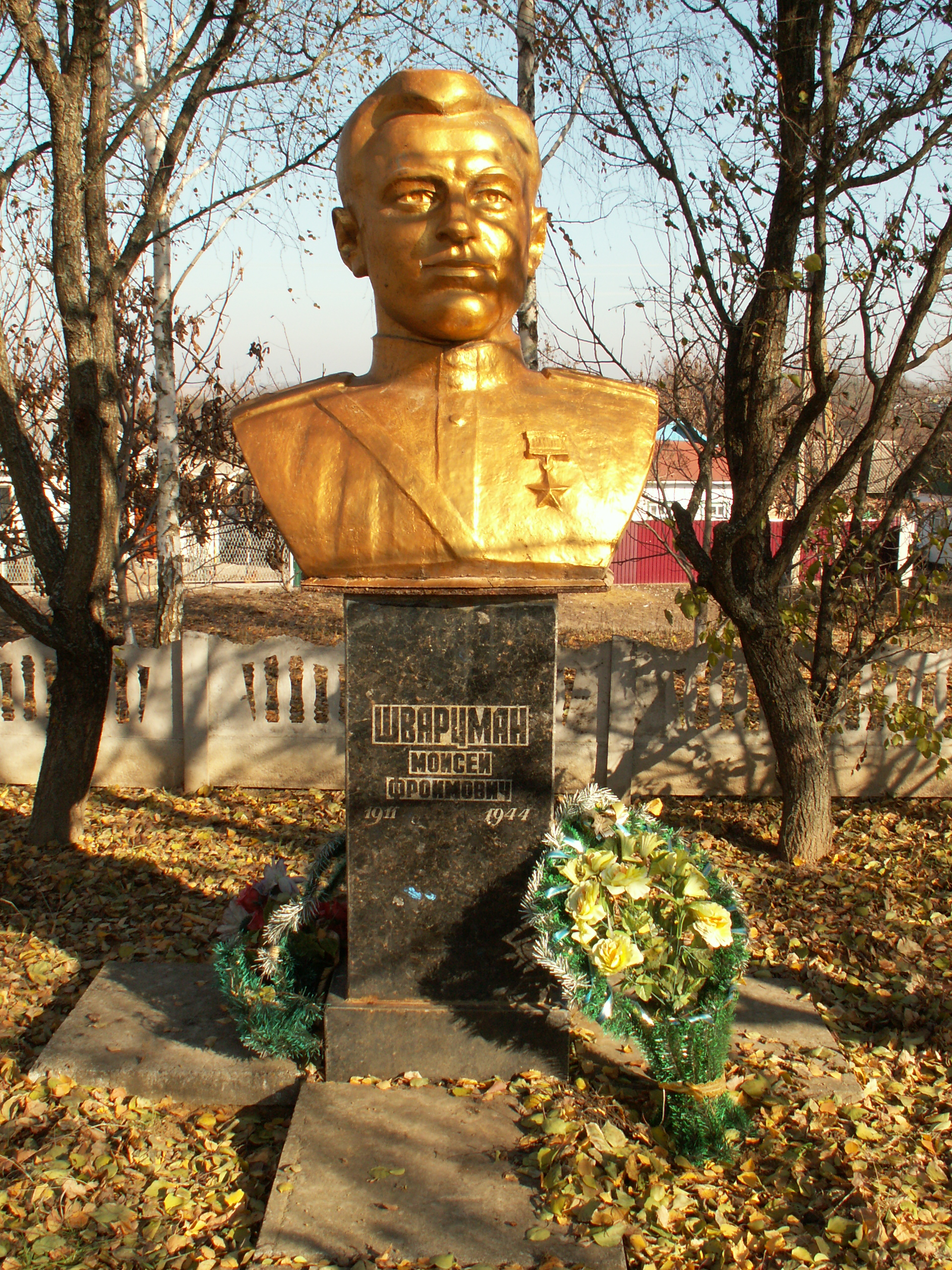
Пам'ятник М. Ф. Шварцману

На фронтах загинули 242 односельців, у тому числі уродженець сусідніх Курників Герой Радянського Союзу Мойсей Фроймович Шварцман (1911–1944). У Василівці встановлені Меморіал загиблим (1972) і пам'ятник М. Ф. Шварцману. Колгоспу «Пролетарій» війною завдано збитків на 6 млн. 680 тис. крб.

### Нова історія[22]
Поголів'я худоби у колгоспі навесні 1945 р. становило 127 голів. Врожай був зібраний низький, план хлібозаготівлі станом на 20 листопада 1946 р. був виконаний на 50%. Почався голод. В документах сільради містяться відомості про 43 померлих, у тому числі 10 дітей віком до п'яти років.

В середині 70-х років ХХ ст. Василівка — центр сільської ради із селами Гута-Шершнівська, Зарванка, Курники, Майдан, Шершні, Шостаківка. Населення становить — 802 чол.

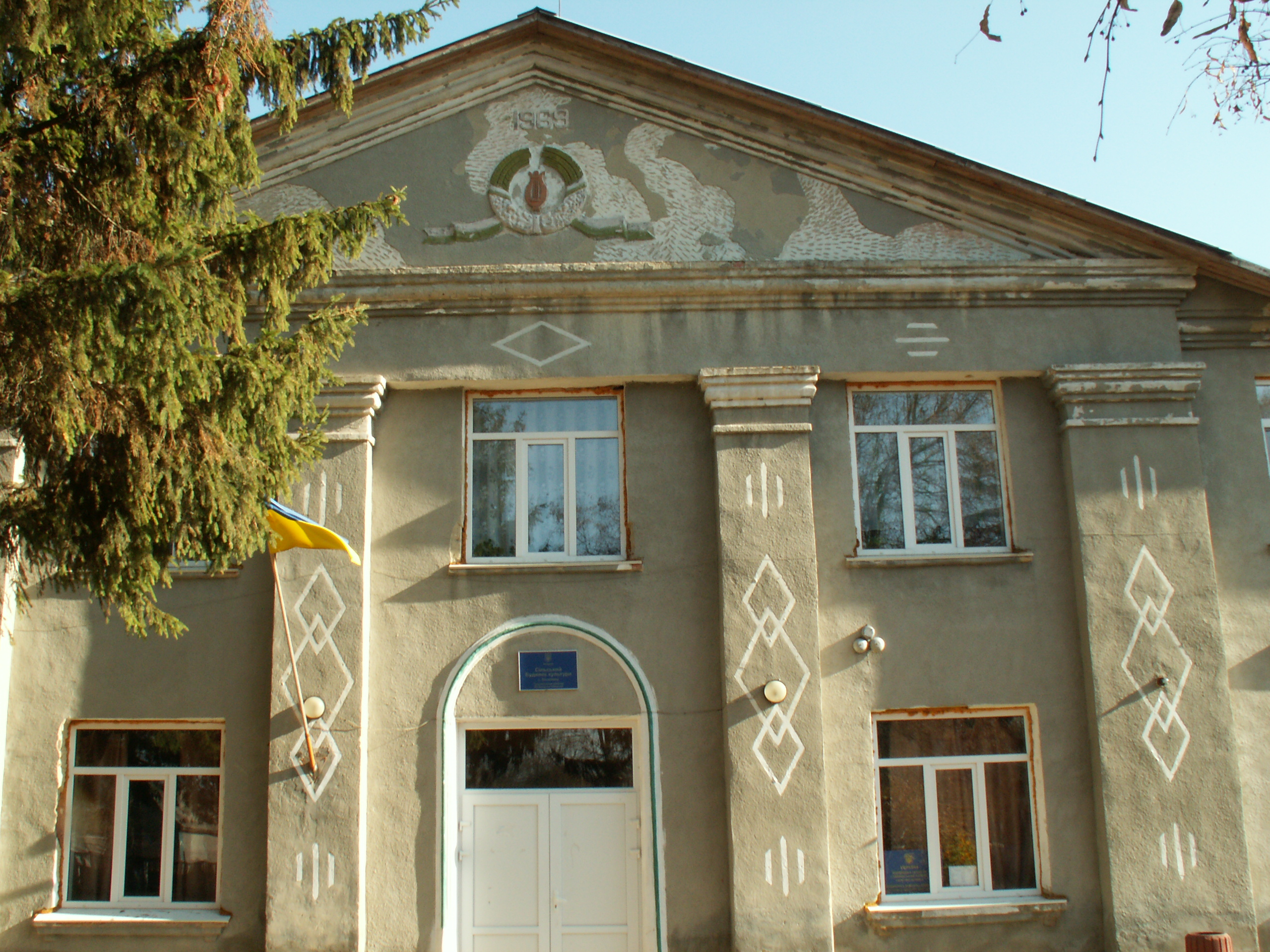
Клуб

У 1950 р. відбулося об'єднання п'яти навколишніх колгоспів у єдине господарство — Колгосп імені Молотова на чолі з головою — С. Д. Покотилюком. У жовтні 1958 р. — чергове укрупнення господарств через об'єднання колгоспів Василівки, Шершнів, Тиврова у єдиний колгосп «Зоря комунізму» на чолі з М. П. Мельничуком. За господарством були закріплені 5500 га землі, у тому числі 3671 га орної. Тут вирощували зернові культури, з технічних — цукрові буряки, соняшник. Було розвинуте м'ясомолочне тваринництво. Статки у 1965–1969 рр. зросли до 1,5 млн крб. У 1969 р. побудовані будинок культури на 400 місць, стадіон, водогін, сільський універмаг, насаджено 45 га саду. У 1970 р. в Будинку культури розмістилася бібліотека, з'явились нові приміщення для сільської ради, будинку зв'язку, восьмирічної школи. У 1975–1978 рр. вкрито бруківкою дорогу на Шершні, побудовані приміщення сільського магазину (1975), медпункту (1977). Нову школу, розраховану на 108 учнів, побудовано у 1996 р. У 70-ті роки ХХ ст. виходила друком багатотиражна колгоспна газета «Вперед».

### Новітня історія

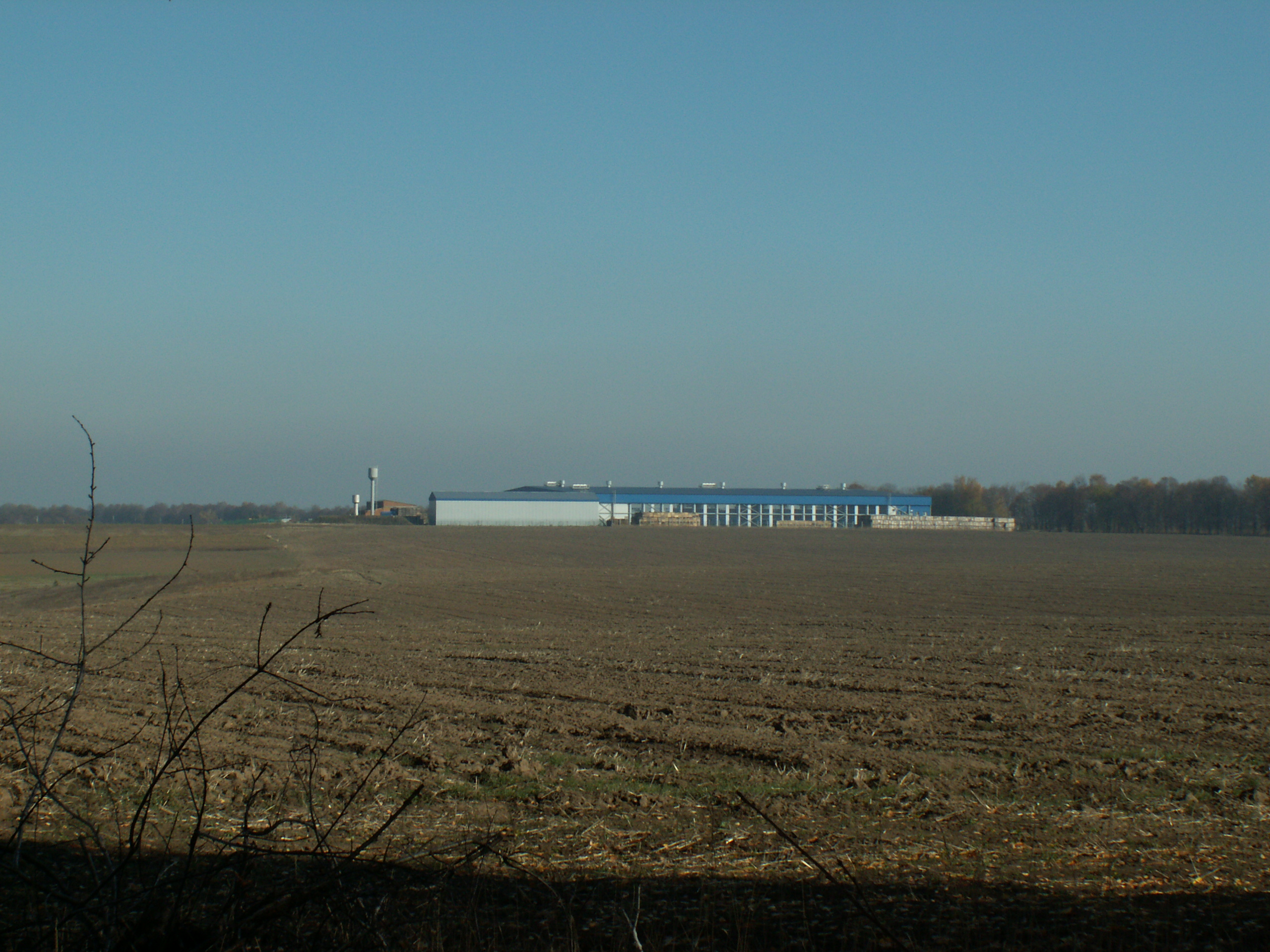
Холодильний комплекс «Агро-Еталон»

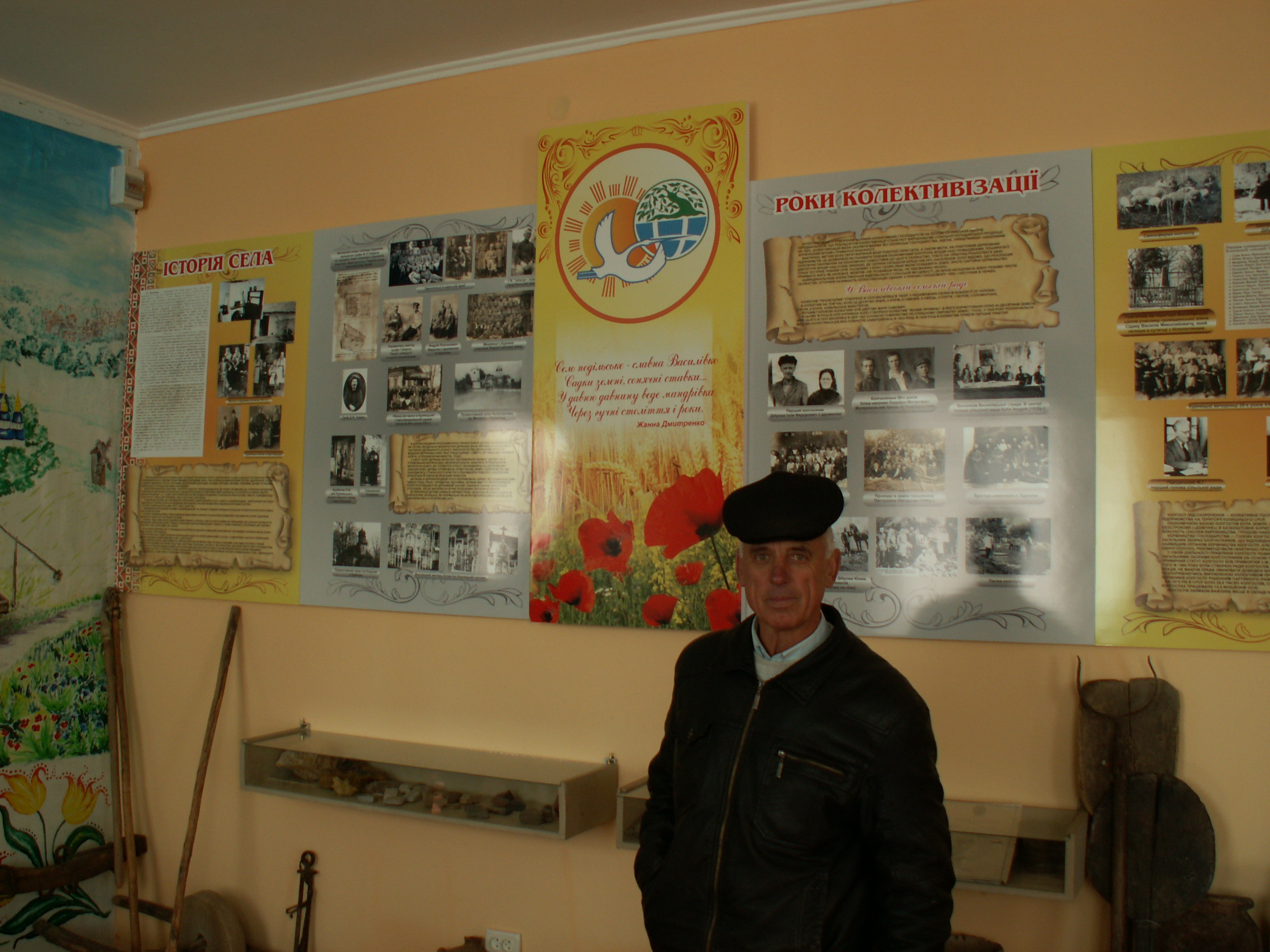
Голова сільради А. А. Мотозюк у сільському музеї

У 1990 р. колгосп «Зоря комунізму» розділився на два господарства у Шершнях та Василівці. 1992 р. колгосп у Василівці перетворюється на сільськогосподарське підприємство «Світанок». У 1995 р. відбувається газифікація села з прокладанням 9 км газогону. У 2004 р. господарство Василівки перебирає на себе Гніваньське хлібоприймальне підприємство. Від 2006 р. — новий господар у сільського кар'єра — Концерн «Поділля», на ринку праці з'являється підприємство «Агро-Еталон», яке оновило свиноферму, посадило сад, заклало розсадник, відновило буряківництво, овочівництво, бджолярство. У 2011 р. в селі збудовано один з потужних в Україні холодильних сховищ для зберігання овочів та фруктів «Агро-Еталон».
| - Матлашевський П. С. (20-ті роки ХХ ст.) - Підгурський М. Г. (20-ті рр. XX ст.) - Доплатюк Франц (30-ті рр. XX ст.) - Табачук М. В. (1944–1956 рр.) - Сурков П. Л. (від 1956 р.) - Фомін В. М. (від 1961 р.) | - Гречко Б. П. (від 1965 р.) - Гелета М. А. (від 1967 р.) - Бедловський К. А. (від 1968 р.) - Котик М. М. (від 1972 р.) - Самолюк І. С. (від 1990 р.) - Джига С. І. (від 1994 р.) - Мотозюк А. А. (теперішній час) |

12 червня 2020 року, відповідно до Розпорядження Кабінету Міністрів України від  № 707-р «Про визначення адміністративних центрів та затвердження територій територіальних громад Вінницької області», увійшло до складу Тиврівської селищної територіальної громади.
19 липня 2020 року, в результаті адміністративно-територіальної реформи та ліквідації Тиврівського району, село увійшло до складу новоутвореного Вінницького району.

## Пам'ятки

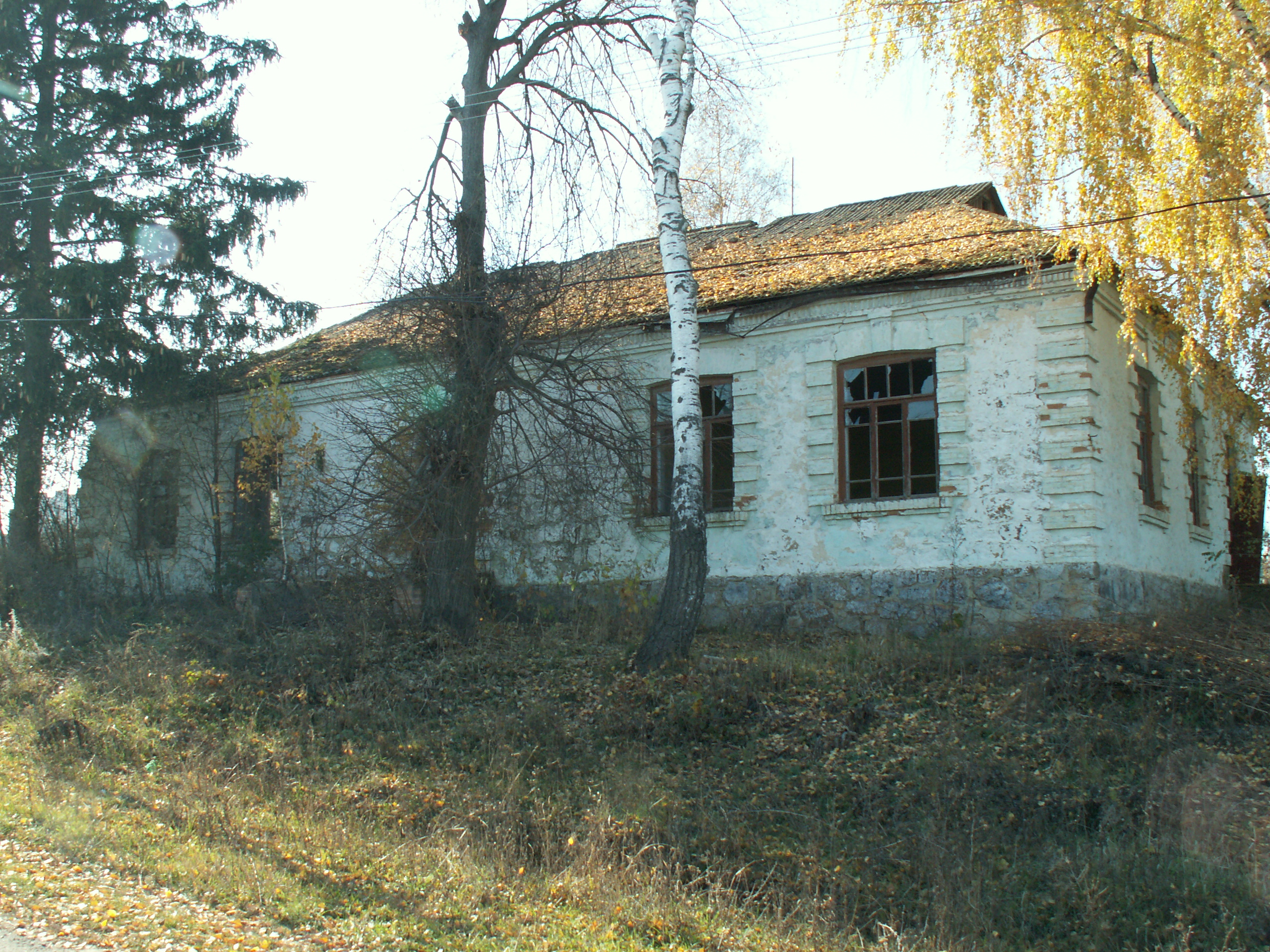
Будинок старої школи, побудований у 1924 р. старовірами

Два поселення Черняхівської культури (ІІ — IV ст.) у Зарванці; церква у Василівці (1758, 1793, 1875); рештки палацу Зеленських (ХІХ ст.); могила борця за радянську владу В. М. Сідака (1968); пам'ятник 242 воїнам-односельцям, загиблим у Другої світової війни (1972); пам'ятник М. Ф. Шварцману (1911—1944), учаснику Другої світової війни, Герою Радянського Союзу, холодильний комплекс «Агро-Еталон» (2011).

### Відомі люди
- Гречко Едуард Микитович (1941) — вчений в галузі електротехніки та силових напівпровідникових приладів, професор, доктор технічних наук.
- Коротинська Людмила Дмитрівна — поетеса, педагог.
- Панченко Володимир Федорович (1923—1972) — поет, член Національної спілки письменників України.
- Василенко Вадим Сергійович (1991) — літературознавець, кандидат філологічних наук, науковий співробітник Національної академії наук України, член Наукового товариства імені Шевченка.
- Сидоренко Г. М. — кандидат медичних наук від 70-х рр. ХХ ст.
- Шварцман Мойсей Фроймович (1911—1944) — Герой Радянського Союзу (посмертно).
- Шевчук Марія Гнатівна — художниця-аматорка, майстриня вишивання гладдю.

## Галерея
|            |
| Дороговказ |

|         |
| Цвінтар |

|             |
| Водяна вежа |

|      |
| Клуб |

|            |
| Бібліотека |

|       |
| Школа |

|                                                           |
| Директор школи В. Н. Сидорук на ґанку навчальної установи |

|                  |
| Хрест при дорозі |